# Dornier Do 14
Дорньє Do 14 (нім. Dornier Do 14) — німецький експериментальний одномоторний летючий човен, розроблений в середині 1930-х років німецькою авіабудівною компанією Dornier-Werke.

## Історія
Літак розроблявся з 1931 року як випробувальний літак для іспитів нових авіаційних двигунів. Конструкція розроблялася на основі конструкції Do 12. Як особливість, два BMW VI, кожен з 690 к.с., були вбудовані в корпус човна в тандемній компоновці. Два двигуни діяли через коробку передач, що лежала між ними, і виносний вал на повітряний гвинт діаметром 5,0 м, який розташовувався на кронштейні підкосу в центральній частині крила. Крім того, літати можна було лише з одним мотором завдяки роздільним муфтам. Ще одним нововведенням стало те, що паливо зберігалося в «заглушках Дорньє», що дозволило покращити центр ваги на воді та підвищити пожежну безпеку.
Хоча будівництво офіційно розпочалося 15 жовтня 1932 року, остаточну перевірку можна було провести лише 4 серпня 1936 року. Причинами цього були тривалі випробувальні прогони, викликані непростою конструкцією силової установки та проблемами з поверхневим охолодженням на нижній частині крил і на корпусі. 10 серпня 1936 року летючий човен здійснив перший підйом у повітря. Подальші випробування були ускладнені іншими проблемами приводу, які можна було вирішити лише встановленням двоступеневої коробки передач між дистанційним приводним валом і двигунами. Випробування Do 14, зареєстрованого як D-AGON, тривали до червня 1937 року. Однак, оскільки система приводу з появою гвинтів з керованим кроком, морально застарівала, двигуни згодом були демонтовані, а летючий човен зберігався у дочірній компанії Dornier в Альтенрейні. У квітні 1939 року було прийнято рішення про злом.
Був побудований лише один експериментальний зразок.

## Літаки, схожі за ТТХ та часом застосування
| - Saro London - Saunders A.14 - Saunders Severn - Supermarine Stranraer - Macchi M.C.94 - CANT Z.508 | - Fairchild 82 - Dornier Do S - Heinkel He 114 - АНТ-8 - МБР-7 - Ш-2 | - Curtiss-Wright CA-1 - Douglas YOA-5 - Fairchild 91 - Martin M-130 - Latécoère 582 - Lioré et Olivier LeO H-47 | - Loire 501 - Breguet Br.521 - Farman F.270 - Yokosuka H5Y - Aichi E11A - Kawanishi H3K |